# 迈克尔·科恩
迈克尔·科恩 (1945年3月22日 - 2013年2月2日) 是密西根大学复杂系统、信息和公共政策的教授。

## 早年生活和教育
科恩于1966年在斯坦福大学获得历史学士学位，并于1972年在加州大學爾灣分校获得社会科学博士学位。

## 生涯

### 垃圾桶模型
1972年，作为斯坦福大学的NSF-SSRC博士后研究员，科恩在1972年与詹姆斯·马奇和卑尔根大学的客座教授约翰·奥尔森共事。他们一同发表了一篇名为《组织选择的垃圾桶模式》(A Garbage Can Model of Organizational Choice)的论文。 这篇论文阐述了一个使问题、解决方案和决策者相互独立的模型，并被频繁的引用。相比于传统的决策论而言，垃圾桶模型是一个全新的方法论。